# 白瀨號破冰船 (二代)
白瀨號（日语： Shirase），為日本破冰船，舷號 :AGB-5003，作為文部科學省國家極地研究所的南極研究考察隊的運輸和研究任務而建造的南極研究船。建造費用由文部科學省的預算支付，船舶的運營由海上自衛隊負責。為第一代白瀨號破冰船的後繼艦。由通用造船舞鶴事業所製造。

## 歷史
2009年11月10日離開東京晴海碼頭，進行第51次南極考察活動，並於2010年4月9日返回。
2013年2月海洋守护者协会這一長期反日本捕鯨的西方組織指控白瀨號對他們行動執行干擾，日本政府反駁確認該船隻沒有涉及與捕鯨計劃有關的任何行動，並反指其自導自演不存在的事件。
2014年2月17日，在南極洲無人職守的Molodyozhnaya研究站附近擱淺，但沒有重大損傷。
2017年8月17日，日本海上自衛隊的一架CH-101直升機在船上操練時四名船員受傷。後送往山口縣岩國空軍基地。

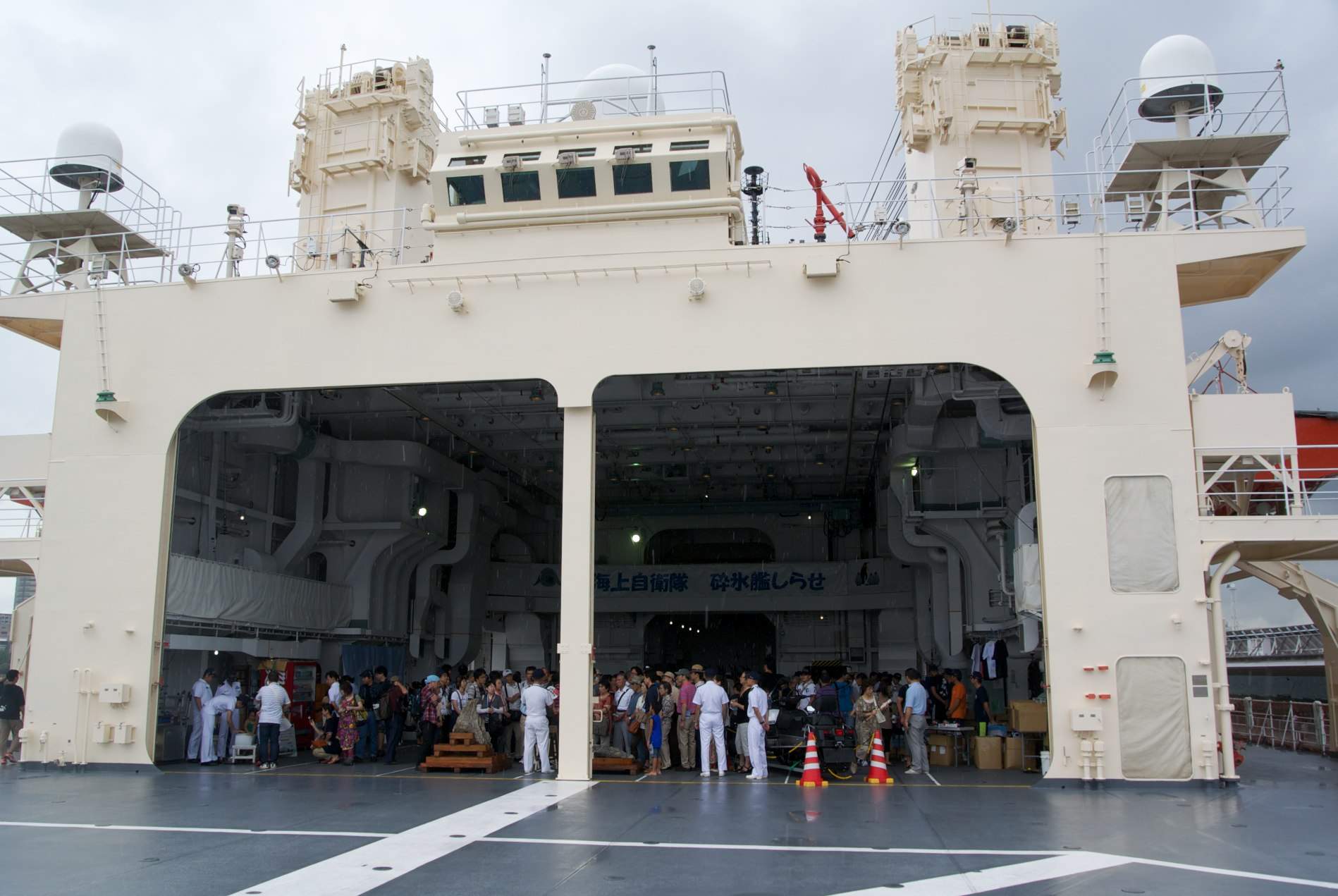
機庫
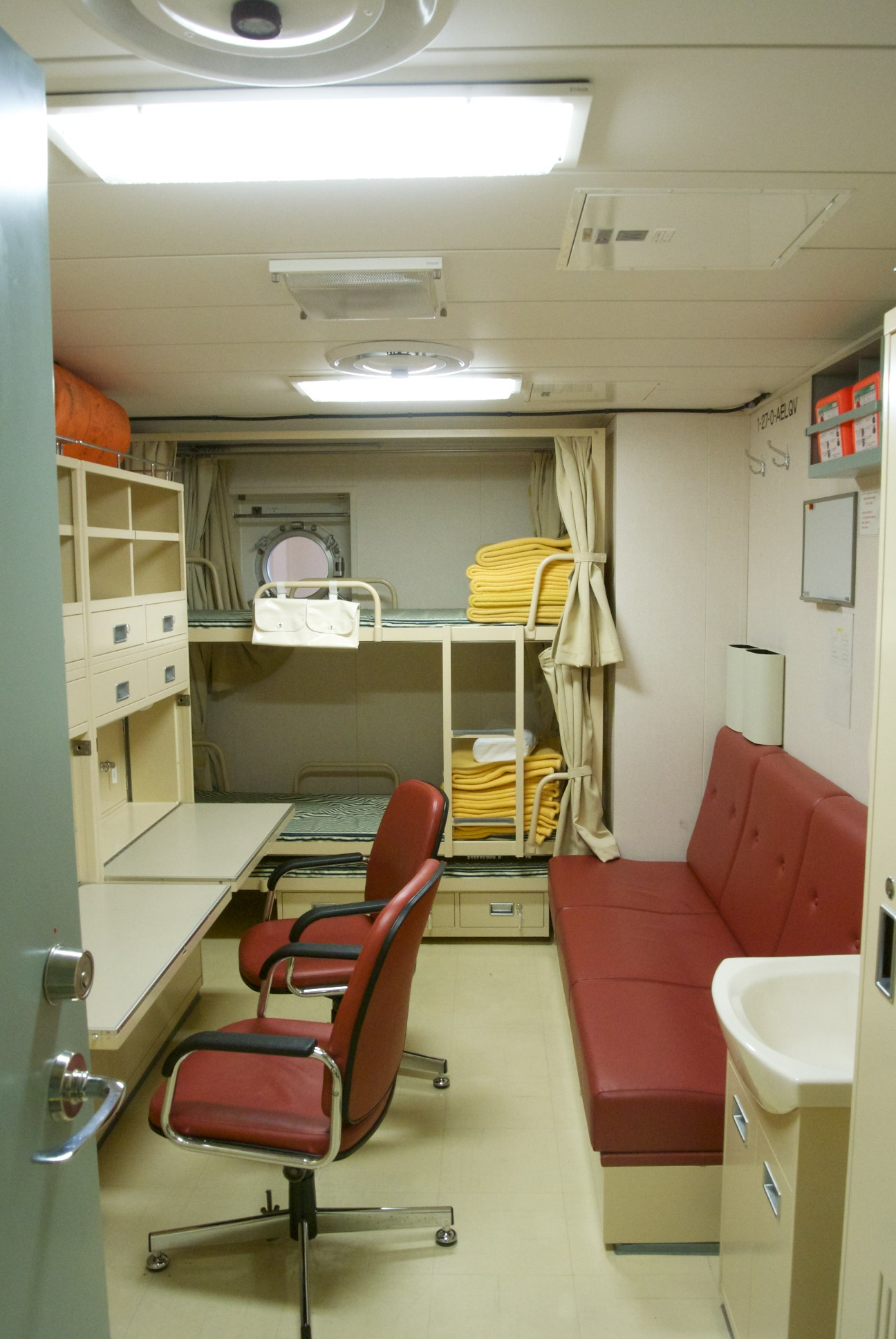
艙房
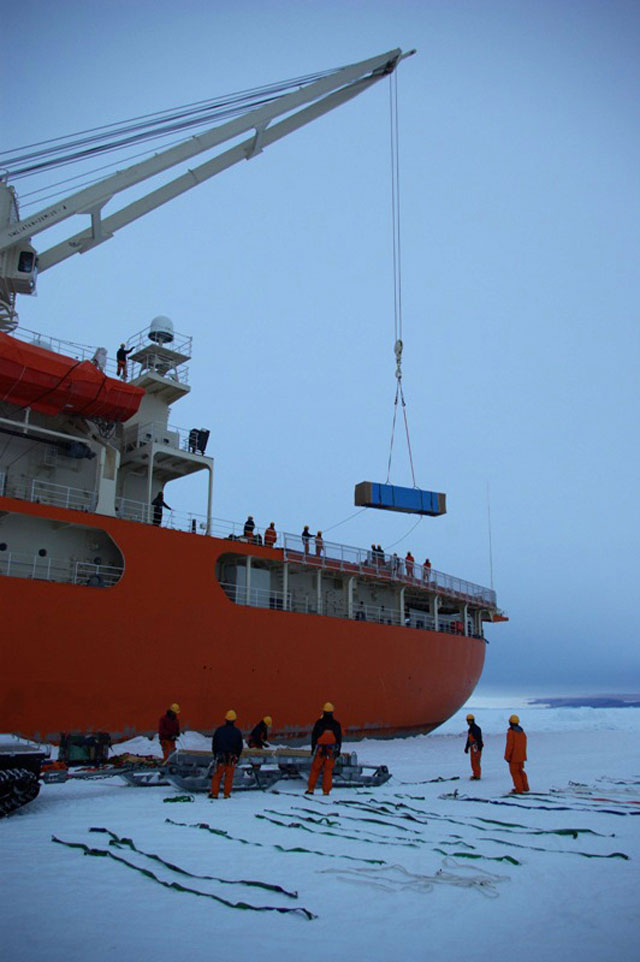
尾部吊車
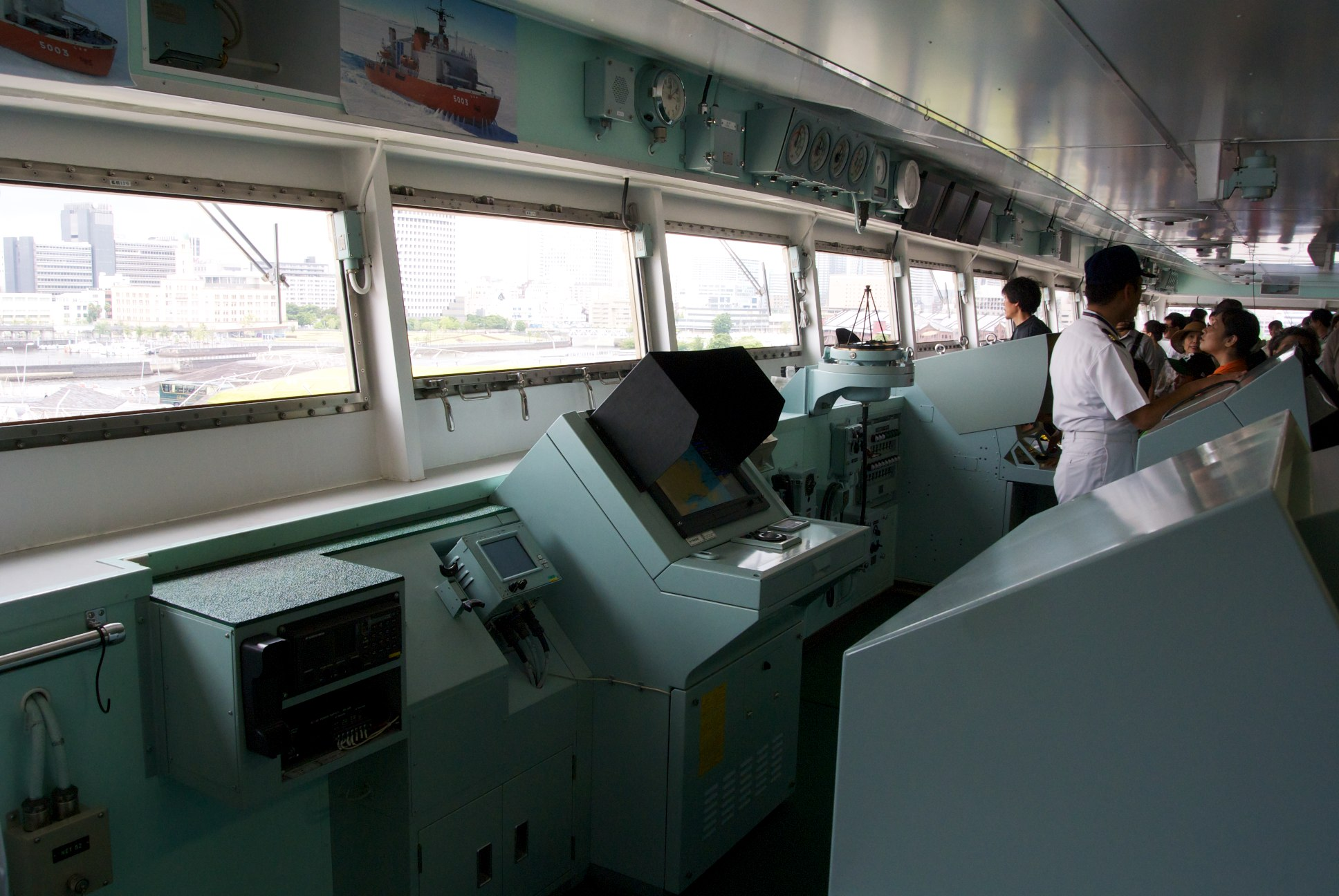
艦橋
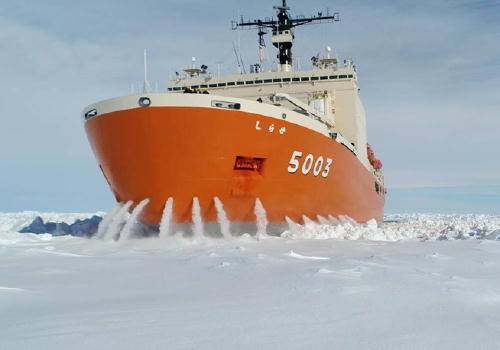
船頭灑水裝置

## 影劇作品
- 比宇宙更遠的地方 - 日本2017年動畫，白瀨號為舞台

## 外部連結
- 海上自衛隊 ギャラリー砕氷艦「しらせ」型 （页面存档备份，存于）
- 新南極観測船の概要
- 南極輸送問題調査報告書[]
- 砕氷艦建造中（ユニバーサル造船）